# John Shaetonhodi
John Mueneni Shaetonhodi (* 1. Mai 1949 in Südwestafrika) ist ein ehemaliger namibischer Politiker der SWAPO und Gewerkschafter. Er war von 1997 bis 1999 im Kabinett Nujoma II Minister für Arbeit und Arbeitskräfteentwicklung.
Nach Shaetonhodi ist eine Schule im Wahlkreis Ongenga benannt.

## Beruflicher Werdegang
Shaetonhodi arbeitete in den 1980er Jahren bei NAMDEB und wurde erster Präsident der namibischen Bergarbeitergewerkschaft (MUN), der er von 1986 bis 1995 vorstand. Er wohnte und arbeitete zu der Zeit in Oranjemund. im April 1979 wurde Shaetonhodi von südafrikanischen Sicherheitskräften im Rahmen des namibischen Befreiungskampfes ohne Anschuldigung  festgenommen. Er saß bis Januar 1980 im Gefängnis und wurde anschließend bis 1983 unter Hausarrest gestellt.
1995 wurde Shaetonhodi Abgeordneter in der namibischen Nationalversammlung und umgehend zum Vize-Arbeitsminister berufen. Nach dem Tod seines Chefs Moses ǁGaroëbKlicklaut führte er das Ministerium zwei Jahre bis 1999. Shaetonhodi wechselte anschließend als Vizeminister bis 2002 in das Ressort für Öffentliche Arbeiten und Verkehr. Bereits 2001 wurde er zum Geschäftsführer des staatlichen Eisenbahnunternehmens TransNamib berufen, das er 2007 verließ. Ihm wurde  auch Vetternwirtschaft vorgeworfen.